# Złożeniec
Złożeniec – wieś w Polsce położona w województwie śląskim, w powiecie zawierciańskim, w gminie Pilica.
W 1595 roku wieś Złosieniec w powiecie lelowskim województwa krakowskiego była własnością kasztelana oświęcimskiego Wojciecha Padniewskiego. 

## Historia
1400 – wzmianka o wsi. Jej losy przeplatają się stale z historią Pilicy i Smolenia.
1825 – po podziale dóbr pilickich, Smoleń wraz ze Złożeńcem zakupił sędzia Roman Hubicki. Jego następca, Leon Epstein ponownie połączył wszystkie dobra. Niedługo później Złożeniec zakupił na własność kupiec Faust von Sturn, który rozparcelował majątek. Dawniej istniała gmina Złożeniec.
W latach 1975–1998 miejscowość administracyjnie należała do województwa katowickiego.

## Atrakcje w okolicy
- Pomniki przyrody: osiem skałek na wzgórzu Gaj (nr 193-1970) oraz ostaniec Smyl (Smylowa Skała) (nr 194-1970), lipa drobnolistna (nr 001275/1-1995) i klon jawor (nr 001276/1-1995)
- Ruiny Zamku Ogrodzienieckiego w Podzamczu
- Ruiny Zamku w Smoleniu
- Rezerwat przyrody Ruskie Góry o pow. 153,65 ha. Ochrona fragmentu lasu mieszanego naturalnego pochodzenia oraz ciekawych form skalnych
- zalew wodny w Pilicy

## Literatura
- Największy Internetowy Przewodnik po Wyżynie Krakowsko-Częstochowskiej. jura.art.pl. [zarchiwizowane z tego adresu (2006-10-13)].
- Wyżyna Krakowsko-Częstochowska – przewodnik Stanisław Bronisz, Krzysztof Justyn Pucek, Andrzej Stróżecki